# ماساکی اییدا
ماساکی اییدا (انگلیسی: Masaki Iida؛ زادهٔ ۱۵ سپتامبر ۱۹۸۵) بازیکن فوتبال اهل ژاپن است.
از باشگاه‌هایی که در آن بازی کرده‌است می‌توان به باشگاه فوتبال ماتسوموتو یاماگا و باشگاه فوتبال توکیو وردی اشاره کرد.